# سباستین اررس
سباستین اررس (انگلیسی: Sebastián Ereros؛ زادهٔ ۱۴ آوریل ۱۹۸۵) بازیکن فوتبال اهل آرژانتین است.
از باشگاه‌هایی که در آن بازی کرده‌است می‌توان به باشگاه فوتبال آستراس تریپولی، باشگاه فوتبال جیمناسیا لاپلاتا، باشگاه فوتبال اتلتیکو تیگره، باشگاه ورزشی آ اس ترنچین، و باشگاه فوتبال ولز سارسفیلد اشاره کرد.